# Världsmästerskapen i skidskytte 1979
De sjuttonde världsmästerskapen i skidskytte  genomfördes 1979 i Ruhpolding i Västtyskland.
Till och med 1983 anordnades världsmästerskap i skidskytte endast för herrar.

## Resultat

### Sprint herrar 10 km
| Placering | Åkare         | Land        |
| --------- | ------------- | ----------- |
| 1.        | Frank Ullrich | Östtyskland |
| 2.        | Odd Lirhus    | Norge       |
| 3.        | Luigi Weiss   | Italien     |

### Distans herrar 20 km
| Placering | Åkare              | Land          |
| --------- | ------------------ | ------------- |
| 1.        | Klaus Siebert      | Östtyskland   |
| 2.        | Aleksandr Tichonov | Sovjetunionen |
| 3.        | Leif Johansen      | Norge         |

### Stafett herrar 4 x 7,5 km
| Placering | Land          | Åkare                                                                    |
| --------- | ------------- | ------------------------------------------------------------------------ |
| 1.        | Östtyskland   | Manfred Beer, Klaus Siebert, Frank Ullrich, Eberhard Rösch               |
| 2.        | Finland       | Simo Halonen, Heikki Ikola, Erkki Antila, Raimo Seppänen                 |
| 3.        | Sovjetunionen | Vladimir Alikin, Vladimir Barnasjov, Nikolaj Kruglov, Aleksandr Tichonov |

## Medaljfördelning
| Plats | Land          | Guld | Silver | Brons | Totalt |
| ----- | ------------- | ---- | ------ | ----- | ------ |
| 1     | Östtyskland   | 3    | 0      | 0     | 3      |
| 2     | Norge         | 0    | 1      | 1     | 2      |
| 2     | Sovjetunionen | 0    | 1      | 1     | 2      |
| 4     | Finland       | 0    | 1      | 0     | 1      |
| 5     | Italien       | 0    | 0      | 1     | 1      |